# 井澤妙峰
井澤 妙峰（いざわ みみ、本名同じ、英名：amie（エイミー）、1988年6月22日 - ）は、東京都出身のタレント、モデルである。身長は164センチメートル、血液型はAB型で上智大学を卒業している。
2019年5月よりフリーランスとして活動開始。以前の所属事務所はディスカバリー・エンターテインメント、2012年よりプラチナムプロダクション。

## 人物
- 日本とスイスのハーフで、ドイツ語、日本語、英語、フランス語、の4か国語を扱う。
- 当初は「amie（エイミー）」名義で活動していたが、「キャンパスナイトフジ」出演後以降は日本名での活動が主でプラチナム移籍後は「井澤エイミー」として活動している。
- 2012年のミス・ユニバース・ジャパン長野大会ファイナリストである。
- JSPORTSでモータースポーツのリポーターを務める。ニュルブルクリンク24時間レースやル・マン24時間レースなどのチェッカー後のリポートで感極まって泣きだしてしまうことがよくある。
- ワインの販売会社も手掛けている。

## 出演

### テレビ番組
- キャンパスナイトフジ（フジテレビ、2009年4月～2010年3月）キャンパスナイターズ
- SKY perfecTV! 欧州サッカー番組【UEFA Champions League ハイライト、EUROPEAN KINGS】
- Jリーグアフターゲームショー（スカパー!）
- ワールドカップデイリーハイライト「ジャンルカなう」（スカパー!、2010 FIFAワールドカップの期間中）
- 石田純一の街の達人（BS日テレ、2010年11月～2011年4月）
- 全力坂（テレビ朝日、2011年8月4日・No.992「七の坂」）
- 淳の乾杯してみたっ!（テレビ東京、2012年5月19日）ゲスト出演
- ゴッドタン（テレビ東京、2012年8月11日）ゲスト出演
- ハシゴマン（TOKYO MX、2012年9月6日）ゲスト出演
- 表参道MODE （テレビ東京、2012年10月～現在）メインMC
- 流星バケーション（TBS、2012年10月16日～2013年3月）インフォマーシャルコーナー担当
- アダムとイヴのホンネ.TV（TOKYO MX、TwellVほか、2013年）アシスタント
- SUPER GT中継ピットレポーター・GTV（SUPER GTトークバラエティ）MC（J SPORTS、2014年 - 2018年）
- 鈴鹿10時間耐久レース（BSジャパン、2018年8月26日）中継ピットレポーター
- SUPER GT 海外向けLIVE映像配信、及びTV放送[2]（Motorsport.com・Astro、2019年5月3日 - ）英語コメンタリー[3]
- ピレリ スーパー耐久シリーズ2019 第3戦 富士SUPER TEC 24時間レース（J SPORTS、2019年6月1日 - 2日）ピットリポーター[4]

### ドラマ
- Real Clothes 第7話（関西テレビ）
- ガールズトーク〜十人のシスターたち〜 第25 - 26話（テレビ朝日）

### ラジオ
- ナイターズ　マル秘同窓会～もう一度ヤラせて～（下北FM、2011年3月26日）

### CM
- エコランド「エイミーの部屋」（Winroader)
- 大集合NEO　（OpenDoor)
- フジの華浴衣・華水着 (株式会社フジ)

### PV
- LOVERS ROCREW"fits"紗羅マリー＆Sweep 「ガラスの約束」

### モデル
- 三愛　「northerly」, 「C&G」　レギュラーモデル

### その他
- KIRIN 飲み友アプリ「スマート晩酌」メインキャラクター
- マリキュラム‐出会って1か月で結婚する方法‐（2017年11月16日 - 2018年1月25日、AbemaTV）[5]
- FIA グランツーリスモ チャンピオンシップ 2019 ワールドツアー 第5戦 東京大会（2019年10月26日〜10月27日、第46回東京モーターショー2019、YouTube GRAN TURISMO TV） 大会総合司会兼通訳[6]

## 書籍

### 写真集
- キャンパスナイトフジ しこたま卒業アルバム（2010年3月19日、講談社） ISBN 978-4-06-379441-0